# Kastellan
Der Kastellan (im 13. Jahrhundert mittelhochdeutsch kastelân, von mittellateinisch castellanus ‚zur Burg gehörig‘, von lateinisch castellum ‚Burg‘, französisch „châtelain“) ist ein Aufsichtsbeamter eines größeren Anwesens, z. B. einer Burg, eines Schlosses oder eines Palais. Die Unterscheidung von verwandten Amtsbezeichnungen wie Burggraf, Burgvogt, Burg- oder Schlosshauptmann liegt weniger in den Aufgaben als im geografischen und zeitlichen Zusammenhang.

## Mittelalter und frühe Neuzeit

### Aufgaben
Ausgehend von der Befehlsgewalt über eine Burg (lateinisch castellum) im Frühmittelalter entwickelten sich die Funktionen und Würden dann in verschiedene Richtungen fort. Im deutschsprachigen Raum waren die Kastellane entweder Reichsbeamte (Burggrafen) oder fürstliche Dienstleute, die den Oberbefehl führten und in der Burg oder Stadt sowie in dem dazugehörigen Gebiet eine bestimmte Gerichtsbarkeit verwalteten. Ab der Renaissance wurde mit Kastellan auch der Beschließer (Aufseher) in einer Burg benannt.

### Kastellanei
Eine Kastellanei war ein Bezirk, der durch einen Kastellan verwaltet wurde. Kastellaneien bestanden im Mittelalter in den meisten europäischen Ländern, bis sie durch modernere Formen der Verwaltungsgliederung abgelöst wurden.
Die Kastellanei umfasste den Burgbezirk, das Land in der Nähe einer festen Burg (Kastell), das sich im Eigentum des Landesherrn befand. Der Kastellan übte dort im Namen des Landesherrn Herrschaft und Gerichtsbarkeit aus, ihm unterlag die Heeresverwaltung des Bezirkes.

### Zeitliche und landestypische Besonderheiten

#### Frankenreich
Eine herausgehobene Bedeutung gegenüber anderen Kastellanen hatte im frühmittelalterlichen Frankenreich der Hausmeier oder Majordomus, der den Königssitz verwaltete, schließlich den König an Macht überflügelte und an dessen Stelle selbst König wurde.

#### Westeuropa
In Flandern und Frankreich gab es Gebiete, mit deren Besitz der Titel eines Kastellans (französisch châtelain) verbunden war. Sie übten die Zivil- und Militärgewalt aus, bis sie später in ihrer Macht eingeschränkt wurden.

#### Polen
Auch in Polen hatten zu Beginn der Staatsbildung im 10. und 11. Jahrhundert Kastellane die Aufsicht über die Burgen (polnisch grody, in lateinischer Amtssprache castella) und übten diese hinsichtlich des Kriegswesens und der Gerichtsbarkeit aus. Der Titel Kastellan (polnisch kasztelan) blieb nach der Abschaffung der Kastellaneien und Einführung der Woiwodschaften als reiner Ehrentitel bei Adligen bis zum Jahre 1795 bestehen.

#### Schweiz
In der Schweiz gab es vielfältige Bezeichnungen für das Amt des Landvogts, so Kastlan im Berner Oberland, Tschachtlan (im Simmental, entlehnt aus dem mittelfranzösischen chatelein), Gubernator (Wallis), balivo, commissario (Tessin) und mehr.

## Heutige Funktion
In der Gegenwart sind Kastellane staatliche oder private Bedienstete, die die Verwaltungsangelegenheiten einer Burg vor Ort regeln. Meist sind sie auch mit der Abhaltung von Führungen und der wissenschaftlichen Recherche beauftragt, bei größeren Betrieben gehört auch die Einteilung und Überwachung des für diese Aufgaben benötigten weiteren Personals in ihre Zuständigkeit.  
Der Begriff Kastellan wird heute auch im Sinne eines im Haus wohnenden Hausmeisters öffentlicher Gebäude gebraucht.

## Kastellan als Familienname
Wie viele andere Berufs- und Amtsbezeichnungen wurde auch Kastellan zum Familiennamen, der in verschiedenen Rechtschreibvarianten existiert. Wie andere aus hohen Ämtern abgeleitete Familiennamen (Beispiele: König, Bischof), ist der Name Kastellan nicht unbedingt von einem Amtsträger ererbt, sondern möglicherweise stattdessen von einem Leibeigenen eines Kastellans.